# Melese peruviana
Melese peruviana là một loài bướm đêm thuộc phân họ Arctiinae, họ Erebidae.